# All I Want for Christmas Is New Year’s Day
„All I Want for Christmas Is New Year’s Day” – to utwór brytyjskiego synth popowego zespołu Hurts. Wydany został 13 grudnia 2010 roku przez wytwórnię płytową Major Label jako czwarty singel zespołu z ich debiutanckiego albumu studyjnego, zatytułowanego Happiness. Twórcami tekstu i jego producentami są Hurts. Do singla nakręcono także teledysk, a jego reżyserią zajęli się Olly Williams i Phil Sansom. „All I Want for Christmas Is New Year’s Day” zadebiutował na 67. pozycji na liście przebojów w Austrii. Robert Copsey z Digital Spy ocenił ten utwór na pięć gwiazdek, nazywając go „światecznym wyciskaczem łez”.

## Pozycje na listach przebojów
| Kraj    | Lista (2010)   | Pozycja |
| ------- | -------------- | ------- |
| Austria | Singles Top 75 | 67      |